# Leichtathletik-Weltmeisterschaften 2017/Teilnehmer (Simbabwe)
| Gelbes Symbol für Goldmedaillen mit stilisierten Olympischen Ringen | Graues Symbol für Silbermedaillen mit stilisierten Olympischen Ringen | Braundes Symbol für Bronzemedaillen mit stilisierten Olympischen Ringen |
| ------------------------------------------------------------------- | --------------------------------------------------------------------- | ----------------------------------------------------------------------- |
| —                                                                   | —                                                                     | —                                                                       |

Von Simbabwe wurden zwei Marathonläuferinnen und drei Marathonläufer für die Weltmeisterschaften in London nominiert.

## Ergebnisse

### Frauen

#### Laufdisziplinen
| Athletin           | Disziplin | Vorlauf | Vorlauf | Halbfinale | Halbfinale | Finale       | Finale |
| Athletin           | Disziplin | Zeit    | Platz   | Zeit       | Platz      | Zeit         | Platz  |
| ------------------ | --------- | ------- | ------- | ---------- | ---------- | ------------ | ------ |
| Fortunate Chidzivo | Marathon  |         |         |            |            | 2:58:51 h SB | 74     |
| Rutendo Nyahora    | Marathon  |         |         |            |            | 2:42:53 h SB | 47     |

### Männer

#### Laufdisziplinen
| Athlet            | Disziplin | Vorlauf | Vorlauf | Halbfinale | Halbfinale | Finale       | Finale |
| Athlet            | Disziplin | Zeit    | Platz   | Zeit       | Platz      | Zeit         | Platz  |
| ----------------- | --------- | ------- | ------- | ---------- | ---------- | ------------ | ------ |
| Millen Matende    | Marathon  |         |         |            |            | 2:21:52 h SB | 47     |
| Pardon Ndhlovu    | Marathon  |         |         |            |            | 2:18:37 h SB | 33     |
| Cuthbert Nyasango | Marathon  |         |         |            |            | DNF          | −      |